# Аратинга червоногорлий
Арати́нга червоногорлий (Psittacara rubritorquis) — вид папугоподібних птахів родини папугових (Psittacidae). Мешкає в Центральній Америці. Раніше вважався підвидом зеленого аратинги, однак був визнаний окремим видом.

## Поширення і екологія

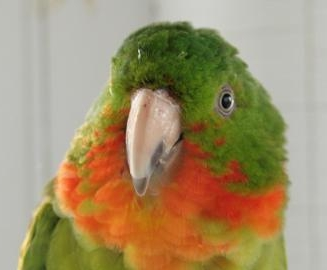
Червоногорлий аратинга

Червоногорлі аратинги мешкають в горах Гватемали, Сальвадору, Гондурасу і Нікарагуа. Вони живуть у вологих гірських тропічних лісах та в сухих тропічних лісах. Зустрічаються на висоті від 800 до 2600 м над рівнем моря.